# Värsås socken
Värsås socken i Västergötland ingick i Kåkinds härad, ingår sedan 1971 i Skövde kommun och motsvarar från 2016 Värsås distrikt.
Socknens areal är 49,63 kvadratkilometer varav 49,49 land. År 2000 fanns här 1 130 invånare.  Tätorten Värsås med sockenkyrkan Värsås kyrka ligger i socknen.

## Administrativ historik
Socknen har medeltida ursprung.
Vid kommunreformen 1862 övergick socknens ansvar för de kyrkliga frågorna till Värsås församling och för de borgerliga frågorna bildades Värsås landskommun. Landskommunen utökas 1952 med Edåsa, Forsby, Ljunghem, Mofalla, Sventorp, Varola landskommuner, landskommunen upphör 1971 då denna del uppgick i Skövde kommun. Församlingen uppgick 2010 i Värsås-Varola-Vretens församling.
1 januari 2016 inrättades distriktet Värsås, med samma omfattning som församlingen hade 1999/2000.  
Socknen har tillhört län, fögderier, tingslag och domsagor enligt vad som beskrivs i artikeln Kåkinds härad. De indelta soldaterna tillhörde Skaraborgs regemente, Kåkinds kompani och Västgöta regemente, Kåkinds kompani.

## Geografi
Värsås socken ligger öster om Skövde med  Tidan i öster. Socknen är en odlad slättbygd med inslag av skogsmark.

## Byar och hemman
Värsås socken består historiskt av nedan listade byar och enstaka hemman. När en by har flera hemman anges också hemmansnumren.
- Baståsen, enstaka hemman, första gången i jordeboken 1561 som kronotorp.
- Björkåsen (också kallat Björkängen), enstaka hemman, första gången i jordeboken 1693.
- Brittenäs (ursprungligen Maråsen), enstaka hemman, första gången i jordeboken 1561 som kronotorp.
- Brumstorp, by med fyra hemman (1 Hulegården, 2 Sörgården, 4 Nolgården och 5 Millomgården).
- Bruntorp, by med tre hemman (1 Ågården, 2 Milllomgården och 3 Västergården). Gårdarna har brukats som en egendom och varit säteri. På 1940-talet omfattade Bruntorp med Ekåsen totalt 400 hektar varav 200 hektar åker jämte mangårdsbyggnad uppförd 1870.[8]
- Djurström (ursprungligen Hylta), by med tre hemman (1, 2 och 3), som tillsammans utgör en egendom, tillika säteri. Herrgård. På 1940-talet omfattade egendomen 250 hektar varav 145 hektar åker. Huvudbyggnaden var från början av 1800-talet.[9]
- Djursätra, by med fem hemman (1 Kyrkobolet, 2 Skattegården, 3 Västergården, 4 Brogården och 5 Brunnsgården). Brunns- och badinrättning har funnits i byn.
- Esbjörntorp, enstaka hemman.
- Gudmundstorp, enstaka hemman, första gången i jordeboken 1611.
- Kivenäbben, enstaka hemman, första gången i jordeboken 1611.
- Klockaretorp, enstaka hemman, första gången i jordeboken 1611.
- Kustorp, enstaka hemman.
- Kyrkobråten, enstaka hemman, första gången i jordeboken 1632 som en gräsgäld.
- Lövåsen, enstaka hemman, första gången i jordeboken 1624 som en gräsgäld.
- Maråsen, se Brittenäs.
- Månstorp, enstaka hemman, första gången i jordeboken 1601.
- Ormebacken, enstaka hemman, första gången i jordeboken 1561 som kronotorp.
- Pärekullen, enstaka hemman, första gången i jordeboken 1600 som kronotorp.
- Pärstorp, enstaka hemman, första gången i jordeboken 1561 som en skattetomt.
- Stenbäcken, enstaka hemman, första gången i jordeboken 1561 som ett kronotorp.
- Stenbäcken, Lilla, enstaka hemman, första gången i jordeboken 1618 som en gräsgäld. Gränsar till föregående.
- Storslätten, enstaka hemman, första gången i jordeboken 1566 som ett kronotorp.
- Sväneskogen, enstaka hemman.
- Torbjörntorp, enstaka hemman, första gången i jordeboken 1561 som kronotorp.
- Tåstaryd, enstaka hemman, första gången i jordeboken 1561 som kronotorp.
- Värsås, socknens kyrkby med fem hemman (1 Stommen, 2 Lilla Värsås, 3 Lillegården, 4 Sörgården och 5 Skattegården) samt en åker (6) och ett klockarboställe (7). Lilla Värsås nämns första gången i jordeboken 1561 som ett kronotorp.
- Ödegärdet, enstaka hemman.
- Örjanstorp (ursprungligen Lilla Sväneskogen), enstaka hemman, första gången i jordeboken 1564 som kronotorp.

## Fornlämningar
Från bronsåldern finns gravrösen. Från järnåldern finns ett flatmarksgravfält. En runsten har påträffats vid kyrkan enligt äldre källor.

## Namnet
Namnet skrevs 1380 Wärulzååss och kommer från en bebyggelse vid kyrkan. Förleden kan innehålla mansnamnet Värulf. Efterleden ås syftar på den upphöjning som finns vid kyrkan.